# هنري بانكس
هنري بانكس (بالإنجليزية: Henry Banks)‏ هو سائق سباق ومهندس أمريكي، ولد في 14 يونيو 1913 في سري في المملكة المتحدة، وتوفي في 18 ديسمبر 1994 في إنديانابوليس في الولايات المتحدة.